# 比尔·戴维斯 (篮球运动员)
威廉·F·戴维斯（英語：William F. Davis，1921年10月3日—1975年11月30日），美国NBA联盟前职业篮球运动员。